# جيم شامبرلن
جيم شامبرلن هو مهندس فضاء جوي كندي، ولد في 23 مايو 1915 في كاملوبس في كندا، وتوفي في 8 مارس 1981 في ويبستر في الولايات المتحدة.